# Order Zasługi Orła Niemieckiego
Order Zasługi Orła Niemieckiego (niem. Verdienstorden vom Deutschen Adler) – odznaczenie III Rzeszy za zasługi cywilne i wojenne nadawane w latach 1937–1945.

## Historia
Order został ustanowiony w „Dzień Pracy Niemieckiej” (Tag der deutschen Arbeit), 1 maja 1937 przez führera i kanclerza III Rzeszy Adolfa Hitlera w celu nagradzania obywateli cudzoziemskich za wybitne zasługi wojskowe i cywilne, niekoniecznie związane z III Rzeszą. Do odznaczonych należeli m.in. Ion Antonescu, dyktator Rumunii, Benito Mussolini, dyktator Włoch, Francisco Franco, caudillo Hiszpanii, Miklós Horthy, regent węgierski, sławny lotnik amerykański Charles Lindbergh i przemysłowiec Henry Ford, uczony Sven Hedin, oraz wielu dyplomatów zagranicznych akredytowanych w Berlinie. W drodze wyjątku udekorowano orderem także dwóch obywateli niemieckich, kolejnych szefów berlińskiego MSZ, Neuratha i Ribbentropa. Po roku 1945 zabroniono noszenia orderu, ale wielu dyplomatów nadal to czyniło po usunięciu swastyk z dekoracji orderowych.

## Organizacja i insygnia
Oznaką orderu był emaliowany na biało krzyż maltański, bez kulek na szpicach ramion, ze złotymi orłami herbu III Rzeszy (gapa) między ramionami. Rewers orderu był nieemaliowany. Według statutów z 1943 r. gwiazda Stopnia Specjalnego była złota, ośmiopromienna, z nałożonym na nią awersem oznaki; gwiazda Krzyża Wielkiego oraz I klasy była srebrna, ośmiopromienna; gwiazda II klasy była srebrna, sześciopromienna. Oprócz oznaki IV klasy order noszony był na czerwonej wstędze z biało-czarno-białymi obustronnymi bordiurami (wstęga Orderu I klasy i wstążka Brązowego Medalu miały dodatkowy wąski biały pasek pośrodku). W klasie wojskowej na oznace orderu położone były dwa skrzyżowane miecze oparte na poprzecznych ramionach krzyża; w przypadku medali zasługi – nad nimi.

### Podział według statutów z maja 1937
- Krzyż Wielki Orderu Orła Niemieckiego (Großkreuz des Deutschen Adlerordens) – oznaka na wielkiej wstędze; srebrna ośmiopromienna gwiazda
- Krzyż Zasługi Orderu Orła Niemieckiego z Gwiazdą (Verdienstkreuz des Ordens vom Deutschen Adler mit dem Stern) – oznaka na wstędze; srebrna sześciopromienna gwiazda
- Krzyż Zasługi Orderu Orła Niemieckiego I Stopnia (Verdienstkreuz des Ordens vom Deutschen Adler; 1. Stufe) – oznaka na wstędze
- Krzyż Zasługi Orderu Orła Niemieckiego II Stopnia (Verdienstkreuz des Ordens vom Deutschen Adler; 2. Stufe) – oznaka na agrafie
- Krzyż Zasługi Orderu Orła Niemieckiego III Stopnia (Verdienstkreuz des Ordens vom Deutschen Adler; 3. Stufe) – oznaka na wstążce
- Niemiecki Medal Zasługi (Deutsche Verdienstmedaille) – na wstążce

- dodatkowa klasa specjalna nadana tylko raz (uhonorowanym był Benito Mussolini), 25 września 1937: Krzyż Wielki Orderu Orła Niemieckiego w Złocie z Brylantami (Großkreuz des Deutschen Adlerordens in Gold und Brillanten)

### Podział według statutów z kwietnia 1939
Wprowadzono podział na odmianę cywilną i wojskową (z mieczami); ustanowiono stopień specjalny orderu:
- Stopień Specjalny – Krzyż Wielki Orderu Orła Niemieckiego w Złocie (Großkreuz des Deutschen Adlerordens in Gold – Sonderstufe) – oznaka na wielkiej wstędze; złota ośmiopromienna gwiazda
- Krzyż Wielki Orderu Orła Niemieckiego (Großkreuz des Deutschen Adlerordens) – oznaka na wielkiej wstędze; srebrna ośmiopromienna gwiazda
- Krzyż Zasługi Orderu Orła Niemieckiego z Gwiazdą (Verdienstkreuz des Ordens vom Deutschen Adler mit dem Stern) – oznaka na wstędze; srebrna sześciopromienna gwiazda
- Krzyż Zasługi Orderu Orła Niemieckiego I Stopnia (Verdienstkreuz des Ordens vom Deutschen Adler; 1. Stufe) – oznaka na wstędze
- Krzyż Zasługi Orderu Orła Niemieckiego II Stopnia (Verdienstkreuz des Ordens vom Deutschen Adler; 2. Stufe) – oznaka na agrafie
- Krzyż Zasługi Orderu Orła Niemieckiego III Stopnia (Verdienstkreuz des Ordens vom Deutschen Adler; 3. Stufe) – oznaka na wstążce
- Niemiecki Medal Zasługi (Deutsche Verdienstmedaille) – na wstążce

### Podział według statutów z grudnia 1943
Utrzymano podział na odmiany cywilną (bez mieczy) i wojskową (z mieczami); zwiększono liczbę klas orderu:
- Stopień Specjalny – Krzyż Wielki Orderu Orła Niemieckiego w Złocie (Großkreuz des Deutschen Adlerordens in Gold – Sonderstufe) – oznaka na wielkiej wstędze (100 mm); złota ośmiopromienna gwiazda
- Krzyż Wielki Orderu Orła Niemieckiego (Großkreuz des Deutschen Adlerordens) – oznaka na wielkiej wstędze (100 mm); srebrna ośmiopromienna gwiazda
- Order Orła Niemieckiego I Klasy (Deutsche Adlerorden der 1. Klasse) – oznaka na wielkiej wstędze (90 mm); srebrna ośmiopromienna gwiazda
- Order Orła Niemieckiego II Klasy (Deutsche Adlerorden der 2. Klasse) – oznaka na wstędze; srebrna sześciopromienna gwiazda
- Order Orła Niemieckiego III Klasy (Deutsche Adlerorden der 3. Klasse) – oznaka na wstędze
- Order Orła Niemieckiego IV Klasy (Deutsche Adlerorden der 4. Klasse) – oznaka na agrafie
- Order Orła Niemieckiego V Klasy (Deutsche Adlerorden der 5. Klasse) – oznaka na wstążce
- Niemiecki Medal Zasługi w Srebrze (Deutsche Verdienstmedaille in Silber) / Srebrny Medal Zasługi Orderu Orła Niemieckiego (Silberne Verdienstmedaille des Deutschen Adlerordens) – na wstążce
- Niemiecki Medal Zasługi w Brązie (Deutsche Verdienstmedaille in Bronze) / Brązowy Medal Zasługi Orderu Orła Niemieckiego (Bronzene Verdienstmedaille des Deutschen Adlerordens) – na wstążce